# Championnats du monde de descente de canoë-kayak 1993
Navigation
Championnats du monde de descente 1991 Championnats du monde de descente 1995
Les 18e championnats du monde de descente en canoë-kayak de 1993 se sont tenus à Mezzana, dans le Trentin-Haut-Adige, en Italie, sous l'égide de la Fédération internationale de canoë.

## Podiums

### K1
| Rang               | Athlète           | Pays      | Temps |
| ------------------ | ----------------- | --------- | ----- |
| Médaille d'or      | Markus Gickler    | Allemagne |       |
| Médaille d'argent  | Robert Pontarollo | Italie    |       |
| Médaille de bronze | Cesare Mulazzi    | Italie    |       |

| Rang               | Athlète                                        | Pays        | Temps |
| ------------------ | ---------------------------------------------- | ----------- | ----- |
| Médaille d'or      | Yves Masson Gilles Calliet Philippe Graille    | France      |       |
| Médaille d'argent  | Cesare Mulazzi Robert Pontarollo Fabio Ceccato | Italie      |       |
| Médaille de bronze | Neil Stamps Alan Tordoff Jan Tordoff           | Royaume-Uni |       |

| Rang               | Athlète          | Pays      | Temps |
| ------------------ | ---------------- | --------- | ----- |
| Médaille d'or      | Ursula Profanter | Autriche  |       |
| Médaille d'argent  | Karin Wirz       | Allemagne |       |
| Médaille de bronze | Sabine Kleinhenz | France    |       |

| Rang               | Athlète                                         | Pays        | Temps |
| ------------------ | ----------------------------------------------- | ----------- | ----- |
| Médaille d'or      | Sabine Goetschy Laurence Castet Myriam Le Gallo | France      |       |
| Médaille d'argent  | Karin Wallpott Karin Wahl Gabi Hollerieth       | Allemagne   |       |
| Médaille de bronze | Andrea Clayton Cynthia Berry Julie Asthon       | Royaume-Uni |       |

### C1
| Rang               | Athlète           | Pays     | Temps |
| ------------------ | ----------------- | -------- | ----- |
| Médaille d'or      | Vladi Panato      | Italie   |       |
| Médaille d'argent  | Andrej Jelenc     | Slovénie |       |
| Médaille de bronze | Jean-Luc Christin | France   |       |

| Rang               | Athlète                                                 | Pays      | Temps |
| ------------------ | ------------------------------------------------------- | --------- | ----- |
| Médaille d'or      | Jean-Luc Christin Jérôme Bonnardel Dominique Rouvel     | France    |       |
| Médaille d'argent  | Karl-Friedrich Schneider Olaf Schwarz Frank Steinhauser | Allemagne |       |
| Médaille de bronze | Andrej Jelenc Josko Kancler Simon Hocevar               | Slovénie  |       |

### C2
| Rang               | Athlète                       | Pays      | Temps |
| ------------------ | ----------------------------- | --------- | ----- |
| Médaille d'or      | Damien Faysse Pierre Roos     | France    |       |
| Médaille d'argent  | Vladimir Vala Jaroslav Slucik | Slovaquie |       |
| Médaille de bronze | Stefan Eich Gregor Simon      | Allemagne |       |

| Rang               | Athlète                                              | Pays      | Temps |
| ------------------ | ---------------------------------------------------- | --------- | ----- |
| Médaille d'or      | Müller / Kennel Dajek / Knittel Eich / Simon         | Allemagne |       |
| Médaille d'argent  | François / Baechler Gauthier / Laurent Faysse / Roos | France    |       |
| Médaille de bronze | Viciani / Naldi Matteucci / Pozzo Zanoni / Campelli  | Italie    |       |

## Tableau des médailles
| Rang  | Nation      | Or | Argent | Bronze | Total |
| ----- | ----------- | -- | ------ | ------ | ----- |
| 1     | France      | 4  | 1      | 2      | 7     |
| 2     | Allemagne   | 2  | 3      | 1      | 6     |
| 3     | Italie      | 1  | 2      | 2      | 5     |
| 4     | Autriche    | 1  | 0      | 0      | 1     |
| -     | Slovénie    | 0  | 1      | 1      | 2     |
| 6     | Slovaquie   | 0  | 1      | 0      | 1     |
| -     | Royaume-Uni | 0  | 0      | 2      | 2     |
| Total | Total       | 8  | 8      | 8      | 24    |